# Sucrase-Isomaltase
Sucrase-Isomaltase (Gen: SI) heißt das Enzym, das die hydrolytische Spaltung von Limit-Dextrinen, Maltotriose, Maltose, Isomaltose, Saccharose und anderen Mehrfachzuckern katalysiert. Dieser Reaktionsschritt ist unentbehrlich bei der Verdauung von Kohlenhydraten. Das Enzym kommt in allen Wirbeltieren vor und wird beim Menschen im Dünndarm und zum kleinen Teil im Dickdarm an der Oberfläche der Mikrovilli produziert. Dort ist es in der Zellmembran mit Myosin-1A assoziiert. Mutationen im SI-Gen können Sucrase-Isomaltasemangel und damit Saccharoseintoleranz hervorrufen.

## Katalysierte Reaktion
Als Beispiel der Trennung von (1→6)-alpha-D-glucosidischen Bindungen:
 + H2O ⇒ 2 
Isomaltose wird in zwei Glucosemolekülen gespalten.

## Regulation
Die Aktivierung des SI-Gens ist assoziiert mit Änderungen in den Modifikationen des Histon H3 und Bindung des Transkriptionsfaktors Cdx-2 an die Promoter-Region des Gens. Diese Voraussetzungen sind unter anderem das Resultat einer Diät mit hohem Kohlenhydrat/Fett-Verhältnis.
Bei der Hemmung der Genexpression durch Glucose ist HNF-1alpha beteiligt.